# بیابان چولستان
بیابان چولستان (به زبان اردو: صحرای چولستان یا روهی) مرزی نزدیک به ۳۰ کیلومتر از بهاولپور پنجاب پاکستان را می‌پوشاند و در مجموع مساحت آن ۲۶۳۰۰ کیلومتر مربع است. این بیابان، بیابان تار را که ایالت سند را پوشانده است به هند پیوند می‌دهد.
عبارت چولستان از واژهٔ ترکی چول به معنی بیابان گرفته شده است. مردمان این بیابان در جستجوی آب برای دام هایشان از جایی به جای دیگر کوچ می‌کنند. در این منطقه نشانه‌هایی از تمدن دره سند یافت شده است.